# Дон Кихот (космический проект)
Дон Кихот (англ. Don Quijote) — нереализовавшийся проект, бывшая программа ЕКА по защите от астероидов, для изучения возможностей отклонять с помощью удара траекторию астероидов, сближающихся с Землёй.
Программа названа в честь героя романа Сервантеса Дон Кихота и состояла из двух космических аппаратов, «Санчо» и «Идальго», которые должны были направиться к астероиду по независимым траекториям.
Первый аппарат, Санчо, должен был выйти на орбиту астероида и за несколько месяцев пребывания на орбите с большой точностью вычислить его положение, массу, форму и гравитационное поле.
Второй, посадочный, аппарат Идальго должен был совершить жёсткую посадку — столкновение на скорости порядка 10 км/с с астероидом, которое должно было наблюдаться с помощью расположенной на борту «Санчо» камеры высокого разрешения.

## История
Первый эксперимент такого рода был проведён НАСА в 2005 году, когда 370-килограммовый зонд, отделившийся от КА Дип Импакт, врезался в комету 9P/Темпеля. Мощность удара была оценена в 5 тонн тротила, а диаметр образовавшегося кратера составил около 150 м. (см. 9P/Темпеля) Второй эксперимент такого рода стал в 2020 году частью миссии Хаябуса-2.
Миссия «Дон Кихот» была разработана Европейским космическим агентством в 2005—2006 годы.
Миссию планировалось запустить в 2015 году к астероиду, сближающемуся с Землёй, размером порядка 500 метров; предположительно — к астероиду (99942) Апофис или 2003 SM84.
Впоследствии наработки проекта были интегрированы в миссию AIDA, планирующую полёт к двойному астероиду (65803) Дидим. В её первой фазе зонд НАСА DART ударил по спутнику Дидима Диморфу 26 сентября 2022 года.